# Levítico (banda)
Levítico es una banda de rock venezolana formada a principios de 1996 en la ciudad de Maracay - Aragua, conformada por Carlos Domínguez en la voz y en la guitarra, Carlos Curto en la batería, en el bajo Ricardo Mastromónaco (1996 - 2010) (2019 - actualidad) Carlos M. Martínez (2010 - 2019).

## Historia

### Inicio
Levítico nace cuando Carlos Domínguez, Ricardo Mastromónaco y Carlos Curto se conocen en una sala de ensayo de la ciudad de Maracay, de forma espontánea deciden rentar la sala y ensayar. En pleno ensayo los músicos se percatan que ninguno tenía los mismos gustos musicales del otro. Mientras que a Carlos Domínguez le gustaba el grunge/punk, a Ricardo le gustaba el heavy/glam y a Carlos Curto el power y el thrash metal, trayendo como consecuencia que no existiese una canción en común para tocar. En ese momento la banda con apenas 5 minutos de formada tenía que tomar una decisión, irse y perder el dinero del alquiler de la sala de ensayo o tocar lo que fuera. Así nace Levítico.

### «Quiero ser un terrorista» (1996)
Es el nombre de una canción de Levítico y el de su único ep. Está conformado por 7 temas.
En 1996 el grupo graba sus primeros temas, “Aterrizaje F”, “¿Por qué no puedo?”, ”Una mentira bien creada” y “Quiero ser querido como tú”. La canción “¿Por qué no puedo?” es el primer tema de Levítico en sonar en radios locales. Para finales de ese mismo año la banda regresa al estudio para grabar nuevas canciones y ―con el apoyo de Castors Studios― editan un ep que llevaba por nombre Quiero ser un terrorista. Dicho Ep contaba con 7 canciones: “Náusea y dolor”, “Pene-penetrando”, “Siempre tengo una excusa”, “Chao”, “Disfruto tu ignorancia”, “Quiero ser un terrorista” y “Espermaticida”. Gracias a este ep cautivaron sus primeros fanes a nivel local. Un año después participaron en el Séptimo Festival Nuevas Bandas que se llevó a cabo en el Teatro Nacional de Caracas, causando sorpresa a muchos porque el público cantó y coreó con entusiasmo los temas que la banda tocó esa noche. Sin embargo el jurado los eliminó por haber extendido el show y por cantar canciones groseras. La opinión de los medios especializados fue dividida.

### «Levítico» (2000)
Levítico es el nombre del primer álbum de la banda, editado en el 2000 por el desaparecido sello independiente Limbo Records, que era propiedad de Daniel Sarmiento (baterista de Desorden Público) y cuenta con 12 canciones. Antes de que el disco fuese editado ya Levítico contaba con un gran número de seguidores a nivel nacional debido a la serie de presentaciones que hizo entre 1996 y el 2000. En ese periodo la banda fue telonera de artistas internacionales como Molotov, Control Machete, Aterciopelados y de artistas nacionales como Desorden Público y Zapato 3, permitiéndole a la banda exponerse a grandes audiencias.
Este primer álbum no fue distribuido a nivel nacional y solo se podía conseguir en tiendas especializadas o en presentaciones en vivo de la banda pero incluso así lograron vender los 3000 discos editados, cifra sorprendente para un artista underground y del interior del país. Este disco recibió duras críticas por su connotación sexual y religiosa, la banda fue censurada por mucho medios locales y nacionales, tal fue el caso de la desaparecida Puma TV donde su presidente prohibió el acceso de la banda a las instalaciones del canal. Sin embargo Levítico no se detuvo, a pesar de tener una denuncia en su contra por parte de la Fundación Episcopal del Estado Aragua y los medios dándole la espalda, la banda comenzó a grabar su segundo disco.

### «Los hijos del chino K-NO» (2002)
Es el nombre del segundo disco de levítico y cuenta con 14 canciones más un bonus track.
Con el apoyo de Balboa Records (sello discográfico internacional) editan en el 2002 su segunda placa producida por Durban Laverde, conocido en el ámbito nacional por producir Separación y Bésame y suicídate de la banda venezolana Zapato 3 y por ser bajista del legendario Jimmy Page (de Led Zeppelin). La grabación del disco fue realizada por Rafael Henríquez en Uknown Estudios bajo la producción ejecutiva de Sergio Nardully.
El lanzamiento del disco fue el 27 de noviembre de 2002 en el evento 12 años 12 bandas organizado por La Mega (estación de radio de Maracay). Esta presentación fue de vital importancia para la banda, gracias a ella se pudieron reencontrar con muchos medios nacionales que anteriormente les habían dado la espalda. Se cumplió el dicho “más vale una acción que mil palabras”. Todos, incluso hasta los más escépticos quedaron impactados al ver a casi 10 000 personas cantar con mucho furor el repertorio completo de la banda durante su hora de presentación, el impacto fue porque Levítico no recibió apoyo mediático con su trabajo anterior y era realmente sorprendente ver como el público conocía sus canciones, todo el material POP que la banda había llevado para vender en el concierto como cedés del Chino kNO se agotaron en cuestión de minutos. Con un sello trasnacional, los medios de comunicación y con el público respaldando la banda todo apuntaba a que el 2003 sería el año de consagración para Levítico. Lamentablemente el país en ese momento atravesaba una de sus peores crisis políticas, muchas empresas se vieron severamente afectadas y Balboa Records no fue la excepción. Todo lo planificado para el 2003 tuvo que ser abortado ya que el sello abandono al país y la banda tuvo que replantearse y ver cómo hacía para no perder lo ya conseguido y terminar exitosamente todos los procesos que conllevan editar un disco en Venezuela. No todo estaba perdido ya que las líneas de distribución del álbum estaban hechas y quizás lo que faltaba era lo más complicado del asunto, la promoción, ya la banda tenía experiencia en promocionar un disco de manera independiente y modestamente había conseguido cierto éxito a nivel nacional, así que promocionó 4 sencillos de este disco: “Muñeca de plástico”, “Zokete”, ”U.K” y “Heroína”, el videoclip de este último fue dirigido por Marcelo Toutin y fue el primer video de Levítico en rotar por la cadena internacional de televisión Mtv exponiendo a la banda por primera vez a mercados internacionales.

### «Escuela psicoanalítica» (2006)
Es el nombre del tercer álbum de estudio de Levítico y debe su nombre en honor a los postulados del célebre psicólogo Sigmund Freud. Dicho álbum está conformado por 11 tracks.
Para principios del 2005 graban en Rock & Folk Estudios en la ciudad de Caracas lo que sería su tercer larga duración, este álbum fue grabado por Edgard Sánchez y mezclado por Juan Carlos Almao en 1106 Estudios. Este disco fue editado por Sony BMG y distribuido por Like a Lion Records, el showcase del disco se realizó en la concha acústica de Maracay el 20 de mayo de 2006 con un aforo de 2000 personas, cabe resaltar que tres días antes de la fecha del evento las entradas ya estaban agotadas, para la promoción de dicho álbum se escogieron como sencillos 5 canciones, “Tu ayer”, ”No sabrás”, ”Amigo”, “Pro-meter” y “Cierra bien la puerta”.
Para “Tu ayer” la banda realizó un videoclip dirigido por ellos mismos, dicho video rotó por canales nacionales y el tema caló bien en algunas de las emisoras juveniles del interior del país sin tener mucha presencia en la capital. Para el sencillo “No sabrás”, Levítico decidió no hacer video y solo promocionarlo a nivel radial, la banda tuvo apariciones en canales nacionales y medios impresos.
Para la promoción del sencillo «Amigo» la banda hizo un videoclip que emula un programa de televisión estilo talk show, este contó con la participación de Joan City, Alex Goncalves, Lissi Pitocco, Jimena Araya, Daniel Romero, Javeir el Yuk y Juan Luis Bolívar (Bosta). La dirección del video estuvo a cargo de Patricia Olivero, pese a las duras críticas que recibió la banda por parte de la prensa especializada de Venezuela y de muchos fanes venezolanos porque no les gustaba la estética del video. Irónicamente es el sencillo que le abrió las puertas a levítico a nivel internacional, el video estuvo en alta rotación por MTV Latinoamérica y llegó a estar en el puesto número 4 en los 10 más pedidos de dicho canal, en el 2007 la banda viajó a Colombia a realizar una gira de medios y para finales del mismo año viajó a México a asistir a la ceremonia de entrega de los premios Mtv 2007.
En la ceremonia de dichos premios Levítico conoce a Antonio Alpizar conocido hombre del negocio discográfico del país azteca por haber trabajado con bandas como, Panda, La Guzana Ciega, División Minúscula, entre otras, y ser el propietario del sello Indie Peach Discos. Alpizar le propone a Levítico editar su disco Escuela Psicoanalítica en México.

#### «Escuela psicoanalítica» (versión México)
Este disco es exactamente igual a la versión de Sony & BMG en cuanto a contenido auditivo, la diferencia está en los artes gráficos del disco. La versión venezolana fue realizada por Beatriz Gonzáles y la mexicana por el fotógrafo, pintor y músico Cesar Serpa, líder de Proyecto Aura.
Para principios del 2008 la banda lanza su cuarto sencillo que lleva por nombre “Pro-meter” para dicho sencillo se realizó un videoclip nuevamente dirigido por Patricia Oliveros, cabe destacar que el mismo es un begin del video “Amigo”. Nuevamente la banda se expone ante medios masivos como Mtv alcanzando niveles notables de popularidad fuera de su país. Levítico es nuevamente invitado a la ceremonia de entrega de premios Mtvla 2008 ya que “Pro-meter” quedó de número 74 en los 100 videos más pedidos del canal ese mismo año, estando en México la banda fue el artista lanzamiento de La Expo Rock 2008 en el World Trade Center de México compartiendo escenario con Tommy Lee (Motley Crue), Dave Navarro (ex Red Hot Chilli Pepers, Janes Adiction), Plan B (Estados Unidos), Dos Minutos (Argentina), Genitallica (México), Zeta Bosio (bajista de Soda Stereo) y Los Pericos (Argentina) y se presentaron en ciudades como Puebla, Guadalajara y Querétaro, siendo invitados especiales junto a Molotov en el Festival de Rock de Michoacán 2008. Gracias a este festival, Levítico se reencontró con Miguel Huidobro (bajista de Molotov) y le piden que colabore con ellos para el próximo disco.
Entre finales del 2008 y principios del 2009 Levítico lanza “Cierra bien la puerta”, último sencillo de Escuela psicoanalítica en promocionarse. El videoclip fue dirigido por Fabián Caicedo y es el primero en narrar una historia dramática. La banda contó nuevamente con el apoyo de Mtvla y de otros canales internacionales como Ritmoson Latino para la difusión del mismo. ”Cierra bien la puerta” se posicionó muy bien en las radios juveniles de Venezuela y por primera vez aparecen en el top 40 de fin de año realizado por La Mega Estación, principal emisora radial de dicho país. El sencillo también formaría parte de un álbum compilado de bandas de rock venezolanas lanzado a mediados de 2009 junto a artistas como Sin dirección y Joan City.
Para febrero del 2009 Levítico viaja a la ciudad de Bogotá (Colombia) para abrir el ciclo de conciertos Nite´n Rock 2009 en el teatro de la Fundación “Gilberto Alzate Avendaño”. Para dicha presentación la banda realizó en el país hermano una extensa gira de medios.
Para el último trimestre del 2009 el sello indie Diablito Records lanza al mercado mexicano un compilado en formato CD de audio con 17 canciones de diferentes artistas latinoamericanos, que lleva por nombre Diablito Vol. 2 y es actualmente distribuido por Warner Music México. La producción del mismo estuvo a cargo de Diego Aguirre y Levítico participa con el tema “Jesús”, la historia de esta canción narra algunas de las vivencias y perspectivas que tiene un enfermero venezolano en una sala de emergencias.
El tema” Jesús” es grabado en el estudio venezolano De Venezuela Rock Nacional en la ciudad de Maracay por Carlos Loggiodice y fue producido por Miguel Huidobro (Molotov), mezclado por Diego Aguirre (Diablito Records) y masterizado por Alejandro Giacoman.

### «Reseteo» (2012)
Reseteo es el nombre del cuarto disco de estudio de la banda y el primero como sello independiente. Está conformado por 13 tracks (1. No Te Conmueves, 2. Lenguaje Corporal, 3. Reseteo, 4. Indefenso, 5. Nunca Me Imaginé, 6. Mariana, 7. Fluidos, 8. Cuando Se Acaban las Ideas, 9. Espiando, 10. Doloroso, 11. Muy Bien, 12. Todo Terminó, y 13. Jesús), en gran parte de este disco se compuso en la Ciudad de México, mientras la Levítico se encontraba en ese país. Parte del disco fue grabado en el estudio De Venezuela Rock Nacional por Carlos Loggiodice. Reseteo fue producido por Levítico y Ricardo Vizcarrondo en los estudios Sound Scape en la Ciudad de Maracay (Venezuela), mezclado y masterizado por el propio Ricardo Vizcarrondo. El lanzamiento oficial del disco fue el 28 de julio de 2012 desde el sitio web oficial de la banda. 
Para el primer trimestre de 2012, Levítico se encontraba promocionando el primer sencillo llamado "Reseteo". La banda realizó un videoclip dirigido por Carlos Domínguez y Carlos Vásquez,  dicho material audiovisual contó con la participación de la actriz y modelo Carla Russo y fue grabado en la Ciudad de Maracay. Este video entró en rotación en MTV Latinoamérica el 21 de mayo de 2012, en la primera semana del lanzamiento "Reseteo" alcanzó el puesto #1 de los 100 videos más vistos del portal de internet de dicho canal.
Para marzo de 2012, se celebraron las ferias de San José de la Ciudad de Maracay, donde por primera vez se dedica un día al rock nacional contando con la participación de artistas de larga trayectoria como: Desorden Público, Zapato 3 y Levítico.

### «Levítico en "La Última Cruzada de Zapato 3"» (2012)
La Última Cruzada, fue el nombre que recibió la gira de la legendaria banda Zapato 3 tras su ausencia en 12 años. Esta comprendió más de 8 ciudades a nivel nacional. Levítico junto a Joan City, Almas y DJ Fomite, acompañaron a Zapato 3 en dos fechas, el 21 de julio en el Forum de Valencia y en Caracas el 28 de julio en el CIEC de la Universidad Metropolitana.
En esta participación Levítico mostró al público la evolución musical que presentan en el nuevo disco "Reseteo", y también se dio a conocer al segundo sencillo "Lenguaje Corporal", el cual ha tenido buena aceptación por el público y continúa recibiendo buenas críticas por parte de los medios de comunicación.
La banda conformada por Carlos Domínguez, Carlos Curto y Carlos Martínez han mostrado versatilidad y sonidos más universales en este 2012, continuando con la internacionalización en distintos países de Latinoamérica.

### «Levítico actual» (2019)
La formación original se reúne después de casi 10 años para actualizar a sus fanes con sus grandes éxitos y nuevo material, e iniciar una serie de giras desde Miami Florida hasta que el tiempo se los permita. Al mismo tiempo se prepara un documental donde se intentará recopilar gran parte de la carrera música y vida de levítico.

## Integrantes
- Carlos Domínguez (guitarra y voz).
- Ricardo Mastromónaco (bajo).
- Carlos A. Curto (batería y coros).